# Sportler des Jahres 1983 (Deutschland)
Die Sportler des Jahres 1983 in der Bundesrepublik Deutschland wurden am 3. Dezember im Palais am Funkturm von West-Berlin ausgezeichnet. Veranstaltet wurde die Wahl zum 37. Mal von der Internationalen Sport-Korrespondenz (ISK). Der 19-jährige Sieger bei den Männern, Michael Groß und die Leichtathletin Ulrike Meyfarth bei den Frauen, wurden wie im Vorjahr zu den Sportlern des Jahres gewählt. Die Handballer vom VfL Gummersbach setzten sich bei den Mannschaften durch.

## Männer
|     | Sportler            | Sportart       | Punkte | Erfolge in 1983 |
| --- | ------------------- | -------------- | ------ | --- |
| 1.  | Michael Groß        | Schwimmen      | 2857   | Europameister über 200 m Freistil, 100 m und 200 m Schmetterling sowie mit der Staffel über 4 × 200 m Freistil und EM-Silber mit der 4 × 100-m-Lagenstaffel, vierfacher Deutscher Meister vier Weltrekorde |
| 2.  | Willi Wülbeck       | Leichtathletik | 2214   | Weltmeister über 800 m und zehnter Freiluftmeistertitel in Folge über 800 m |
| 3.  | Peter-Michael Kolbe | Rudern         | 1659   | Weltmeister im Einer |
| 4.  | Patriz Ilg          | Leichtathletik | 1238   | Weltmeister über 3000 m Hindernis |
| 5.  | Jürgen Hingsen      | Leichtathletik | 1_05   | Vizeweltmeister im Zehnkampf |
| 6.  | Norbert Schramm     | Eiskunstlauf   | 0617   | Vizeweltmeister und Europameister |
| 7.  | Elmar Borrmann      | Fechten        | 0472   | Weltmeister im Degen-Einzel und Vizeweltmeister mit der Mannschaft |
| 8.  | Walter Röhrl        | Rallyesport    | 0413   | Vize-Fahrerweltmeister |
| 9.  | Rudi Völler         | Fußball        | 0373   | Bundesliga-Vizemeister und Torschützenkönig |
| 10. | Paul Schockemöhle   | Springreiten   | 0347   | Europameister im Einzel und mit der Mannschaft |

## Frauen
|     | Sportlerin       | Sportart                   | Punkte | Erfolge in 1983 |
| --- | ---------------- | -------------------------- | ------ | --- |
| 1.  | Ulrike Meyfarth  | Leichtathletik             | 2203   | Vizeweltmeisterin und Deutsche Meisterin im Hochsprung, Sieg beim Europacup mit Weltrekord                                                   |
| 2.  | Brigitte Kraus   | Leichtathletik             | 0688   | Vizeweltmeisterin über 3000 m, Halleneuropameisterin über 1500 m, Deutsche Meisterin über 1500 und 3000 m sowie in der Halle über 1500 m     |
| 3.  | Claudia Leistner | Eiskunstlauf               | 0524   | Vizeweltmeisterin und EM-Bronze bei den Europameisterschaften                                                                                |
| 4.  | Dagmar Stupp     | Wildwasserrennsport        | 0281   | Weltmeisterin im Einzel und mit der Mannschaft                                                                                               |
| 5.  | Gaby Bußmann     | Leichtathletik             | 0274   | 4. Platz bei den Weltmeisterschaften und Deutsche Meisterin über 400 m                                                                       |
| 6.  | Regina Weber     | Rhythmische Sportgymnastik | 0269   | fünffache Deutsche Meisterin |
| 7.  | Yvonne Haug      | Gerätturnen                | 0187   | vierfache Deutsche Meisterin |
| 8.  | Karin Jäger      | Skilanglauf                | 0106   | dreifache Deutsche Meisterin |
| 9.  | Susi Schmid      | Hockey                     | 0098   | 4. Platz bei der Weltmeisterschaft und Deutsche Meisterin im Feldhockey                                                                      |
| 10. | Ina Beyermann    | Schwimmen                  | 0095   | in den Staffeln EM-Silber über 4 × 200 m Freistil sowie EM-Bronze über 4 × 100 m Freistil und 4 × 100 m Lagen, sechsfache Deutsche Meisterin |
| 10. | Cornelia Hanisch | Fechten                    | 0095   | Europameisterin im Florett-Einzel und WM-Silber mit der Mannschaft                                                                           |

## Mannschaften
|     | Sportler                                                        | Sportart       | Punkte | Erfolge in 1983                                                                                  |
| --- | --------------------------------------------------------------- | -------------- | ------ | ------------------------------------------------------------------------------------------------ |
| 1.  | VfL Gummersbach                                                 | Handball       | 1053   | Deutscher Meister, DHB-Pokalsieger, Europapokalsieger der Landesmeister und Vereinseuropameister |
| 2.  | Bahnrad-Vierer (Gölz, Günther, Strittmatter, Marx)              | Radsport       | 0877   | Weltmeister                                                                                      |
| 3.  | Florett-Mannschaft (Behr, Gey, Beck, Hein, Reichert)            | Fechten        | 0660   | Weltmeister                                                                                      |
| 4.  | Seglerteams (Sabina, Pinta, Outsider)                           | Segeln         | 0427   | Sieg im Admiral’s Cup                                                                            |
| 5.  | Hamburger SV                                                    | Fußball        | 0375   | Deutscher Meister und Europapokalsieger der Landesmeister                                        |
| 6.  | 4 × 200-m-Freistilstaffel (Fahrner, Schowtka, Schmidt, Groß)    | Schwimmen      | 0360   | Europameister mit Weltrekord                                                                     |
| 7.  | Doppelvierer (Hedderich, Hörmann, Wiedenmann, Dürsch)           | Rudern         | 0320   | Weltmeister                                                                                      |
| 8.  | Werder Bremen                                                   | Fußball        | 0256   | Vizemeister                                                                                      |
| 9.  | Zehnkampf-Mannschaft (Wentz, Schulze, A. Rizzi)                 | Leichtathletik | 0190   | Sieg im Europacup                                                                                |
| 10. | Vierer ohne Steuermann (Keßlau, V. Grabow, Puttlitz, G. Grabow) | Rudern         | 0180   | Weltmeister                                                                                      |